# Ulla Jacobsson
Ulla Jacobsson (n. 23 mai 1929 în Mölndal, Suedia – d. 20 august 1982 în Viena) a fost o artistă suedeză de teatru și film.
Cel mai cunoscut film al actriței în România este „N-a dansat decât o vară”.

## Filmografie selectivă
- 1951 N-a dansat decât o vară (Hon dansade en sommar), regia: Arne Mattsson
- 1965 Eroii de la Telemark (The Heroes of Telemark), regia: Anthony Mann